# 福尔克尔·策尔贝
福尔克尔·策尔贝（德語：Volker Zerbe，1968年6月30日—），德国男子手球运动员。他曾代表德国参加1992年、1996年、2000年和2004年夏季奥林匹克运动会手球比赛，其中2004年奥运会获得一枚银牌。